# Solidago decurrens
Solidago decurrens là một loài thực vật có hoa trong họ Cúc. Loài này được Lour. miêu tả khoa học đầu tiên năm 1790.